# Ryszard Mikliński
Ryszard Antoni Mikliński (ur. 4 listopada 1952 w Warszawie) – polski polityk.

## Życiorys
Był działaczem SLD. W wyborach sarządowych w 1994 uzyskał mandat radnego gminy Warszawa-Centrum z ramienia koalicyjnej listy SLD-PSL. W latach 1998–2002 wiceprezydent m.st. Warszawy. W latach 2003–2005 podsekretarz stanu w Ministerstwie Kultury i Generalny Konserwator Zabytków, członek zarządu Polskiego Klubu Szermierczego w Warszawie. W 1997 bez powodzenia ubiegał się o mandat posła na Sejm w okręgu warszawskim z listy SLD.